# Siphocampylus brevidens
Siphocampylus brevidens är en klockväxtart som beskrevs av Eduard August von Regel. Siphocampylus brevidens ingår i släktet Siphocampylus och familjen klockväxter. Inga underarter finns listade i Catalogue of Life.